# Hannelore Leimer
Hannelore Leimer (* 29. April 1938) ist eine deutsche Unternehmerin und ehemalige IHK-Präsidentin. Als erste Frau überhaupt in Deutschland übernahm sie 1995 ein solches Amt.

## Leben
Anfang der 1960er Jahre wanderte Leimer in die Schweiz aus, wo sie mit ihrem späteren Ehemann, Wolfgang T. Swatek, einen internationalen Vertrieb für Textilmaschinen aufbaute, der vor allem auf die Länder des damaligen Ostblocks spezialisiert war. Später ging sie zurück nach Schwaben und übernahm 1977 die Leitung des Anlagenbauers Erhardt+Leimer, stellte Ende der 1970er Jahre das Geschäft mit den Textilmaschinen ein und trennte sich schließlich von ihrem Mann.
Im Jahr 1987 wurde sie Ehrensenatorin der Universität Augsburg.
1995 übernahm sie als Präsidentin die Führung der IHK Schwaben und hielt diese Position bis 2009. Sie war deutschlandweit die erste Frau, die in diese Funktion einer IHK gewählt wurde. In einem weiteren Ehrenamt fungierte sie über 20 Jahre als Präsidentin der deutsch-japanischen Gesellschaft in Augsburg.

## Auszeichnung
- 2003: Orden der Edlen Krone „Aprikose“